# (1844) Susilva
(1844) Susilva – planetoida z pasa głównego asteroid okrążająca Słońce w ciągu 5,25 lat w średniej odległości 3,02 au Została odkryta 30 października 1972 roku w Observatorium Zimmerwald w Szwajcarii przez Paula Wilda. Nazwa planetoidy pochodzi od Susi – szkolnej koleżanki odkrywcy.